# Woolley (rivière)
Pour les articles homonymes, voir Wooley.

La rivière Woolley  (anglais : Woolley River) est un cours d’eau de la région de la West Coast de l’Île du Sud de la Nouvelle-Zélande.

## Géographie
Elle s’écoule initialement vers l’est avant de tourner au nord pour atteindre la rivière Maruia tout près de la ville de Maruia.